# Marcel Mart
Pour les articles homonymes, voir Mart.
Marcel Mart, né le 10 mai 1927 à Esch-sur-Alzette (Luxembourg) et mort le 15 novembre 2019, est un avocat, journaliste et homme politique luxembourgeois, membre du Parti démocratique (DP).

## Biographie
Docteur en droit et avocat au Barreau de Luxembourg à partir de 1953, il est le premier rédacteur à l'agence Europe, agence internationale d'information en 1955. En 1960, il devient le porte-parole adjoint de la Haute autorité de la Communauté européenne du charbon et de l'acier.
Du 1er février 1969 au 16 septembre 1977, Marcel Mart est ministre de l’Économie nationale, des Classes moyennes et du Tourisme et ministre des Transports et de l’Énergie dans les gouvernements Werner-Schaus II et Thorn-Vouel-Berg dirigés par Pierre Werner et Gaston Thorn,. Josy Barthel fait son entrée au gouvernement pour lui succéder tandis qu'il rejoint la Cour des comptes européenne.
En 1954, il devient chef du Bureau d'information des trois Communautés européennes à New York et en 1967, il obtient le poste de chef du service « Informations vers les pays tiers » à la Commission de la Communauté économique européenne. D'abord membre de la Cour des comptes européenne à partir du 18 octobre 1977, il exerce la fonction de président de cette institution du 18 octobre 1984 au 20 décembre 1989.
Marcel Mart est président honoraire de la BGL BNP Paribas.